# Wade Williams
Wade Andrew Williams (Tulsa (Oklahoma), 24 december 1961) is een Amerikaanse acteur die sinds 2005 de rol van Brad Bellick speelt in de televisieserie Prison Break. Hij studeerde aan de universiteit van Tulsa.
Williams heeft in ongeveer zestig films en televisieseries gespeeld.

## Filmografie

### Films
- 1999: Candyman: Day of the Dead - Luitenant Samuel Deacon Kraft
- 2001: Ali - Luitenant Jerome Claridge
- 2000: Erin Brockovich - Ted Daniels
- 2012: The Dark Knight Rises - Bewaker van Blackgate
- 2018: Venom - gevangenbewaarder

### Televisie
- 1998: Route 9 - Earl Whitney
- 1998: Star Trek: Voyager - Trajir Lo-Taris/Alien Capitein (stem)
- 1998: NYPD Blue - Arnold Streul
- 1998: Chicago Hope - Jerry Peru
- 1999: K-911
- 2000: Erin Brockovich - Ted Daniels
- 2000: Becker - George
- 2001-2005: The Bernie Mac Show - Vader Cronin
- 2001: Star Trek: Enterprise - Garos
- 2001: The X-Files - Ray Pearce
- 2001: Charmed - The Seeker
- 2001: Buffy the Vampire Slayer - Generaal Gregor
- 2002: Ken Park - Vader van Claude
- 2002: 24 - Robert Ellis
- 2003: CSI: Miami - Jack Hawkins
- 2004: Las Vegas - Richard Allen Wesley
- 2004: Collateral - Agent #2
- 2004: True Calling - Carl Neesan
- 2005-2009: Prison Break - Brad Bellick
- 2005: Over There - Bo Ryder sr.
- 2005: Kojak - Niko Manos
- 2006: Flicka - Wade
- 2008: Avatar: The Last Airbender - Bewaker
- 2009: Monk - Capitein Frank Willis
- 2009: Criminal Minds - Detective Andrews
- 2010: Leverage - Nickolas Kusen
- 2010: Bones - Sheriff Gus Abrams
- 2010: Batman: Under the Red Hood - Zwart masker
- 2010: Batman: The Brave and the Bold - Mantis
- 2011: Burn Notice - Carter
- 2011: Green Lantern: Emerald Knights - Deegan (stem)
- 2011: The Mentalist - Jack Lafleur
- 2011: The Good Doctor - Mr. Nixon
- 2012: Batman: The Dark Knight Returns - Part 1 - Twee gezichten (stem)
- 2012: That Guy... Who Was in That Thing - Zichzelf (documentaire)
- 2012: Vegas - Sam Kovacs
- 2012: Touch - Breadan
- 2013: Superman: Unbound - Perry White
- 2013: NCIS - Larry Purcell
- 2014: Revenge Prison - Bewaker Mostrowski
- 2014: Draft Day - O'Reilly
- 2014: Crisis - Buddy
- 2014: Beware the Batman - Moordenaar Croc
- 2015: Scorpion - Bewaker
- 2016: Grimm - Mark Holloway senior
- 2016: Mercy Street - Silas Bullen
- 2016: The Loud House - Coach
- 2016: Westworld - Captain Norris